# At the Fillmore
Live At the filmore  é um DVD gravado pela banda Hanson no ano de 2000. O DVD apresenta em sua maioria músicas do CD This Time Around mescladas com alguns antigos sucessos e um cover Magic Carpet Ride do Steppenwolf.
1. You Never Know
2. Runaway Run
3. Thinking Of You
4. Wish That I Was There
5. Sure About It
6. Love Song
7. Hand In Hand
8. If Only
9. This Time Around
10. MMMBop
11. Magic Carpet Ride
12. In The City

Bônus Video Clipes
1. This Time Around
2. If Only